# Gevelsberg
Gevelsberg est une ville allemande située en Rhénanie-du-Nord-Westphalie, dans l'arrondissement d'Ennepe-Ruhr.

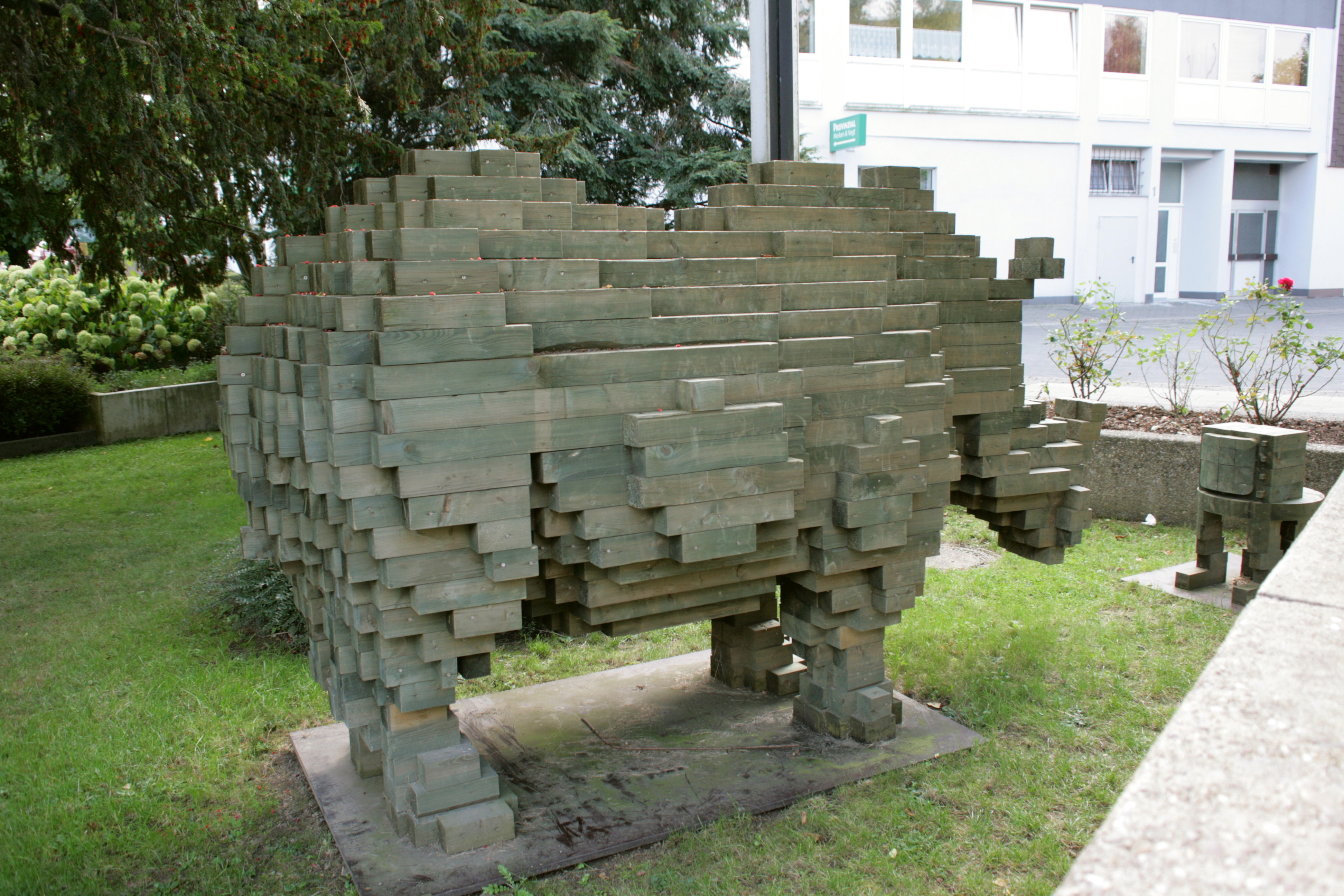
Endlich Feierabend, sculpture de Peter Nagel, place de la mairie.

## Jumelages
Gevelsberg est jumelée avec les Villes de Szprotawa en Pologne, Butera en Italie et Vendôme en France.

## Histoire
| Appartenances historiques Comté de La Marck 1324-1807 Grand-duché de Berg 1807-1813 Royaume de Prusse (Province de Westphalie) 1815-1918 République de Weimar 1918-1933 Reich allemand 1933-1945 Allemagne occupée 1945-1949 Allemagne 1949-présent |